# Cassida pellegrini
Cassida pellegrini es un coleóptero de la familia Chrysomelidae.
Fue descrita científicamente en 1868 por Marseul.